# Eurüphrón
Eurüphrón (Galénosznál) vagy Eurüphón (Phótiosznál) (i. e. 5. század) ókori  görög orvos.
A knidoszi orvosi iskola egyik legkiválóbb képviselője volt, amely iskola a Hippokratész vezetése alatt virágzó kószinak volt vetélytársa. Míg a kószi iskola tagjai a beteg egész szervezetét vizsgálták, és a gyógykezeléssel a beteg általános állapotára igyekeztek hatni, addig Eurüphrón a knidoszi iskola többi tagjához hasonlóan elsősorban a megbetegedett testrészekre fordította a figyelmét, és a betegség lokalizálására törekedett, így például a vesének négyféle, az epének hétféle és a húgyhólyagnak tizenkétféle megbetegedését különböztette meg. Valószínű, hogy ő szerkesztette meg a knidoszi iskola tantételeinek („Gnóma Knidiai”) második kiadását. Galénosz ismerte még mindkét kiadást, de ezek később elvesztek. Eurüphrón a tüdővészt tejkúrával, nevezetesen női- vagy szamártejjel gyógyította. Kitűnt a sebészet terén is, például gennyes mellhártyagyulladás esetében bordacsonkolást, sőt vesetályog esetén vesemetszést is alkalmazott.